# Jilin
Pour les articles homonymes, voir Jilin (homonymie).
Cet article concerne la province du Jilin. Pour la ville du même nom, voir Jilin (ville).

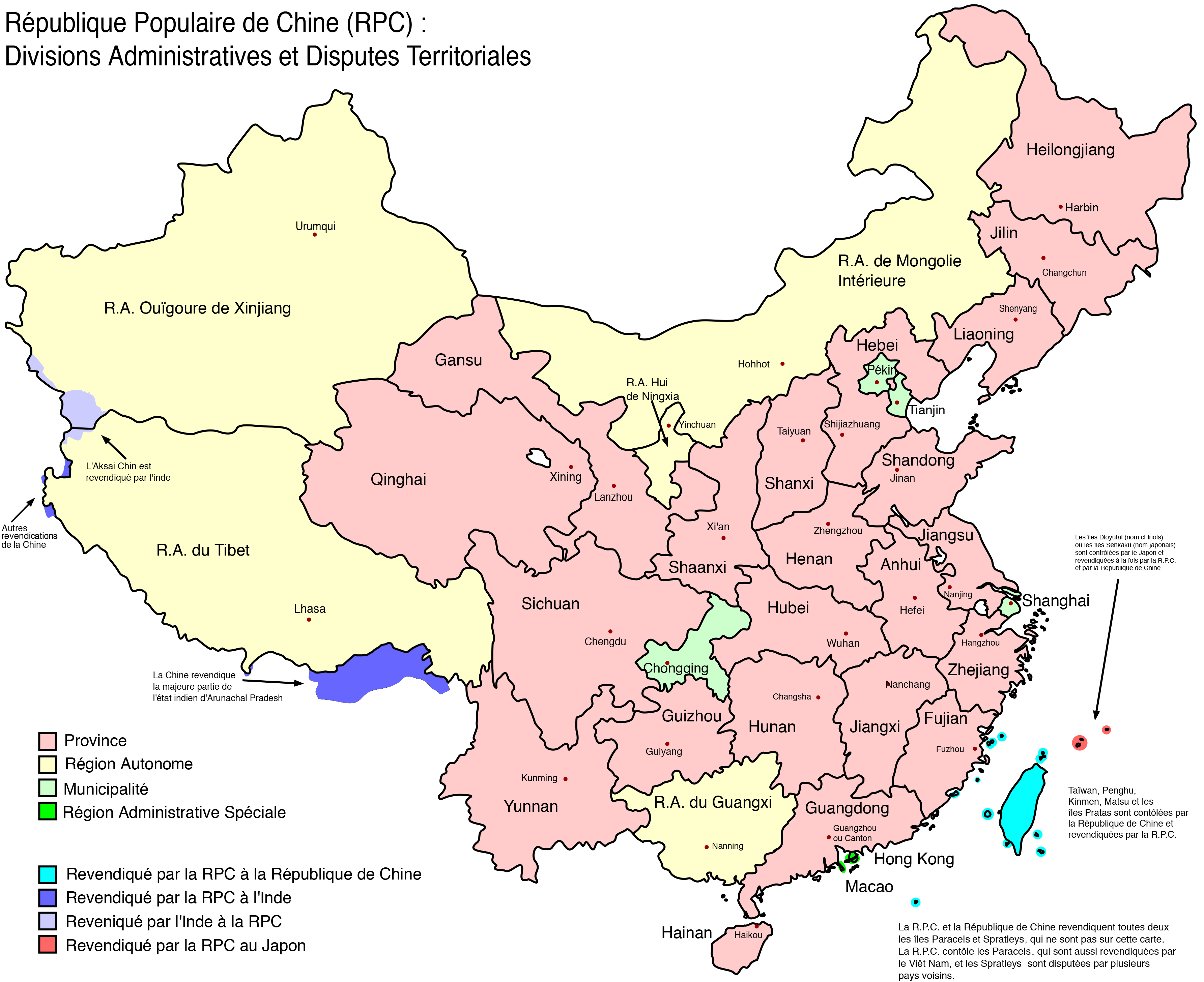
Divisions administratives et disputes territoriales de la république populaire de Chine.

Le Jilin (chinois : 吉林省 ; pinyin : Jílín shěng ; EFEO : Ki-lin ; litt. « province de Jilin »), abrégé en Ji (吉, jí), est une province du nord-est de la république populaire de Chine. Sa population est de 24 millions habitants (2020) qui vivent sur un territoire de 187 400 km2. La capitale de la province est Changchun (3,7 millions habitants) et les principales villes sont Jilin (jilin shi, capitale provinciale), Siping, Songyuan, Liaoyuan et Tonghua. Comme le reste du nord-est de la Chine, le Jilin a connu une industrialisation précoce. Avec le décollage économique du pays et la privatisation des entreprises, la région convertit avec difficulté son industrie lourde jusque là au cœur de son activité.

## Histoire
Au long de l'histoire, le Jilin a été habité par différents peuples, les Xianbei, les Coréens, les Mohe, les Jurchens et les Mandchous, les trois dernières dénominations désignant le même peuple à des époques différentes.
Des royaumes coréens ont étendu leur domination sur cette région, le Puyo (IIe siècle av. J.-C. à 494), le Koguryo (-37 à 668) et Balhae (698 à 926).
La région passe ensuite sous la domination de l'Empire Khitan (907 à 1125), puis de la dynastie Jin des Jurchens (1115-1234) et de la dynastie Yuan des Mongols (1279-1368). Elle suit dès lors la destinée du reste de la Chine dont les peuples jurchens habitant la province sont les vassaux. Sous la dynastie mandchoue des Qing, l'immigration des Hans reste strictement contrôlée et la région est relativement peu peuplée. Le général de Jilin contrôle alors un grand territoire allant jusqu'à la mer du Japon et comprenant une grande partie du Primorié. Ce n'est qu'après la perte de ce territoire à la Russie en 1860 que l'immigration est autorisée causant l'arrivée de nombreux Hans, la plupart originaire du Shandong, et de quelques Coréens. À partir du début du XXe siècle, les Hans sont majoritaires.

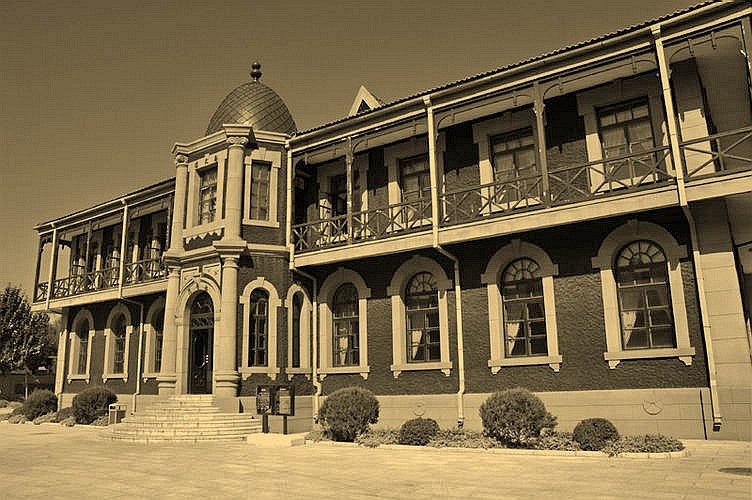
Le palais impérial du Mandchoukouo à Changchun.

En 1932, le Japon crée le Mandchoukouo avec Changchun pour capitale et Puyi, le dernier empereur Qing à sa tête. Dans les derniers jours de la Seconde Guerre mondiale, les Soviétiques envahissent la Mandchourie et la région devient une base pour la conquête de l'ensemble de la Chine par les communistes.
En 1949, la province du Jilin était plus petite car Changchun était une municipalité indépendante. Ce n'est que dans les années 1950 qu'elle reçoit ses frontières actuelles. Pendant la révolution culturelle (1966-1976), elle a inclus aussi une partie de la Mongolie-Intérieure. Le Jilin a ensuite connu d'importantes difficultés économiques lors des privatisations tout comme le reste du nord-est de la Chine dont l'économie était basée sur l'industrie lourde. Elles ont conduit à l'adoption par le gouvernement central d'un plan de revitalisation du Nord-Est

## Géographie

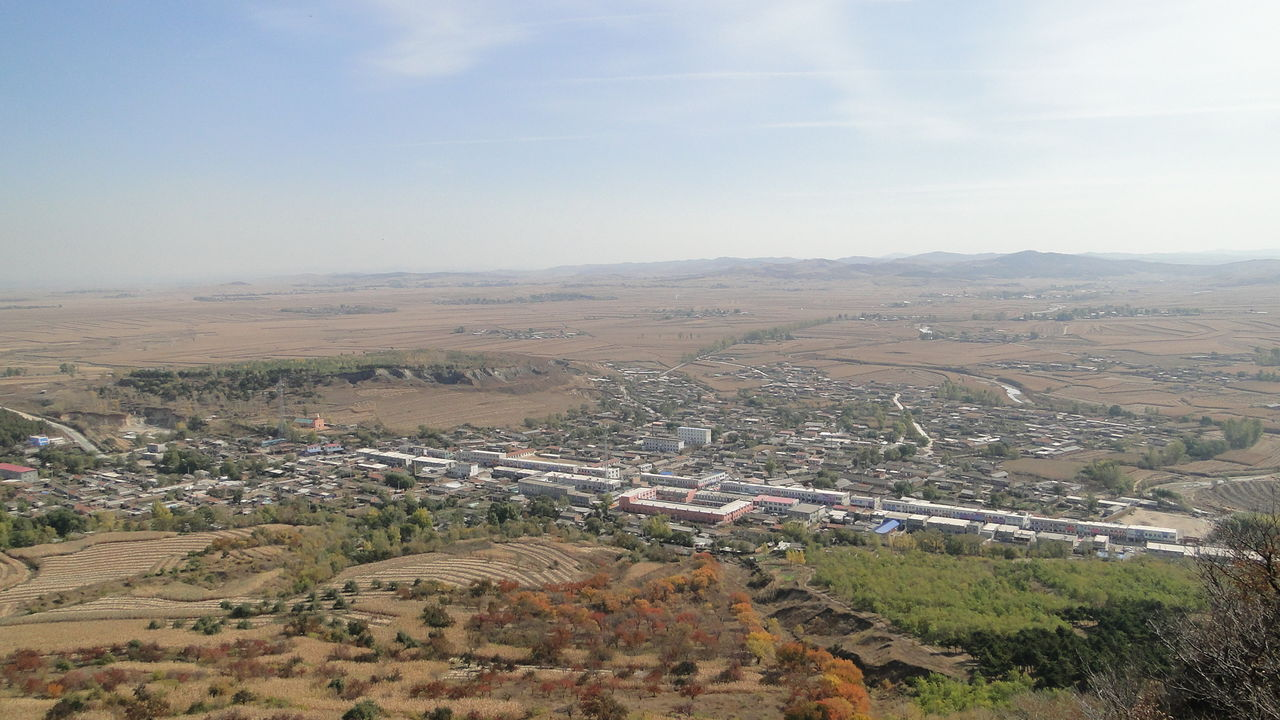
La ville de Dagushan à Yitong.

Le Jilin se trouve dans le nord-est de la Chine. Cette province est bordée par la Corée du Nord au sud-est, par le kraï du Primorie en Russie à l'est et par les provinces chinoises du Heilongjiang au nord, de la Mongolie-Intérieure à l'ouest et du Liaoning au sud. Son nom est d'origine mandchoue. Il dérive du terme Girin ula qui signifie « au bord de la rivière ». Le Jilin couvre 190 000 km2 et comptait 27,47 millions d'habitants en 2010. Cette province est la quinzième plus grande province du pays.
Le Jilin culmine au sud-est dans le massif du Changbai au pic Baiyun (2 691 m), l'un des sommets du mont Paektu. Ce massif est couvert de forêts. Les autres massifs montagneux sont le Jilinhada, le Zhang Guancai et le Longgang. L'altitude diminue régulièrement vers le nord-ouest. Les rivières principales sont le Songhua et la Nen qui s'écoulent vers l'Amour ainsi que des affluents du Liao qui s'écoulent vers le sud. La frontière avec la Corée est formée par deux fleuves, le Yalou  et le Tumen.
Le climat du Jilin est de type continental avec une mousson estivale qui apporte de l'humidité. Les hivers sont longs, neigeux et rigoureux, tandis que les étés sont courts mais chauds. La température moyenne de janvier est comprise entre - 20 et −14 °C. Les précipitations s'échelonnent entre 350 et 1 000 mm.

## Subdivisions administratives
Le Jilin est constitué d'une ville sous-provinciale, de sept villes-préfectures et d'une préfecture autonome, la préfecture autonome coréenne de Yanbian, qui possédait une population à majorité coréenne.
| Subdivisions administratives du Jilin | Subdivisions administratives du Jilin | Subdivisions administratives du Jilin | Subdivisions administratives du Jilin         | Subdivisions administratives du Jilin | Subdivisions administratives du Jilin | Subdivisions administratives du Jilin | Subdivisions administratives du Jilin | Subdivisions administratives du Jilin | Subdivisions administratives du Jilin | Subdivisions administratives du Jilin |
| ------------------------------------- | ------------------------------------- | ------------------------------------- | --------------------------------------------- | ------------------------------------- | ------------------------------------- | ------------------------------------- | ------------------------------------- | ------------------------------------- | ------------------------------------- | ------------------------------------- |
| District Xian                         |                                       |                                       |                                               |                                       |                                       |                                       |                                       |                                       |                                       |                                       |
| No.                                   | Code subdivision                      | Préfecture                            | chinois Hanyu Pinyin                          | Superficie en km2                     | Population 2010                       | Siège                                 | Subdivisions                          | Subdivisions                          | Subdivisions                          | Subdivisions                          |
| No.                                   | Code subdivision                      | Préfecture                            | chinois Hanyu Pinyin                          | Superficie en km2                     | Population 2010                       | Siège                                 | Districts                             | Xians                                 | Xians autonomes                       | villes-district                       |
| — Ville sous-provinciale —            |                                       |                                       |                                               |                                       |                                       |                                       |                                       |                                       |                                       |                                       |
| 1                                     | 220100                                | Changchun                             | 长春市 Chángchūn Shì                          | 20 571 km²                            | 7 545 500                             | District de Nanguan                   | 7                                     | 1                                     |                                       | 2                                     |
| — Villes-préfectures —                |                                       |                                       |                                               |                                       |                                       |                                       |                                       |                                       |                                       |                                       |
| 2                                     | 220800                                | Baicheng                              | 白城市 Báichéng Shì                           | 25 692 km²                            | 1 977 000                             | District de Taobei                    | 1                                     | 2                                     |                                       | 2                                     |
| 3                                     | 220600                                | Baishan                               | 白山市 Báishān Shì                            | 17 474 km²                            | 1 263 000                             | District de Hunjiang                  | 2                                     | 2                                     | 1                                     | 1                                     |
| 4                                     | 220200                                | Jilin                                 | 吉林市 Jílín Shì                              | 27 660 km²                            | 4 276 500                             | District de Chuanying                 | 4                                     | 1                                     |                                       | 4                                     |
| 5                                     | 220400                                | Liaoyuan                              | 辽源市 Liáoyuán Shì                           | 5 140 km²                             | 1 217 950                             | District de Longshan                  | 2                                     | 2                                     |                                       |                                       |
| 6                                     | 220300                                | Siping                                | 四平市 Sìpíng Shì                             | 14 382 km²                            | 3 281 062                             | District de Tiexi                     | 2                                     | 1                                     | 1                                     | 2                                     |
| 7                                     | 220700                                | Songyuan                              | 松原市 Sōngyuán Shì                           | 21 089 km²                            | 2 784 500                             | District de Ningjiang                 | 1                                     | 2                                     | 1                                     | 1                                     |
| 8                                     | 220500                                | Tonghua                               | 通化市 Tōnghuà Shì                            | 15 608 km²                            | 2 221 900                             | District de Dongchang                 | 2                                     | 2                                     |                                       | 2                                     |
| — Préfecture autonome —               |                                       |                                       |                                               |                                       |                                       |                                       |                                       |                                       |                                       |                                       |
| 9                                     | 220400                                | Yanbian                               | 延边朝鲜族自治州 Yánbiān Cháoxiǎnzú Zìzhìzhōu | 43 509 km²                            | 2 146 000                             | ville de Yanji                        |                                       | 2                                     |                                       | 6                                     |

## Principales villes
| Agglomération | Désignation en chinois | Population de l'agglomération millions (2017) | Rang (Chine) | Superficie | Densité | Commentaire |
| ------------- | ---------------------- | --------------------------------------------- | ------------ | ---------- | ------- | ----------- |
| Changchun     |                        | 3,675                                         |              | 803 km2    | 4600    |             |
| Jilin         |                        | 1,73                                          |              | 246 km2    | 7000    |             |
| Siping        |                        | 0,625                                         |              | 106 km2    | 6900    |             |
| Songyuan      |                        | 0,585                                         |              | 166 km2    | 3500    |             |
| Liaoyuan      |                        | 0,565                                         |              | 60 km2     | 9500    |             |
| Tonghua       |                        | 0,51                                          |              | 70 km2     | 7300    |             |

## Démographie
Selon les données du Bureau national de statistiques chinois, la province comptait 27 520 000 habitants en 2014 (26 820 000 en 2000, 24 830 000 en 1990, 22 100 000 en 1980, 14 040 000 en 1960).
La province a l'un des taux de natalité les plus bas de Chine (après le Liaoning), à 6,53 ‰ (par comparaison, le taux était de 32,51 ‰ en 1960). La mortalité reste encore à un niveau très bas 5,51 ‰, mais qui devrait augmenter progressivement à la suite du vieillissement de la population. Le gain démographique est très faible (1,02 ‰, soit 28 000 personnes) et il s'achemine vers le négatif.
La population de la province pourrait tomber sous la barre des 15 000 000 vers 2050 si la tendance reste inchangée. En outre, le bilan migratoire a tendance à être négatif, les jeunes travailleurs cherchant souvent du travail dans les grands pôles dynamiques de la Chine (Beijing, Shanghai, Guangdong...).

## Politique
Comme pour toutes les institutions gouvernementales de la Chine, le système politique du Jilin repose sur deux piliers, le gouverneur qui est le plus haut fonctionnaire du gouvernement du peuple et le secrétaire du comité provincial du parti communiste qui est le plus puissant des deux.

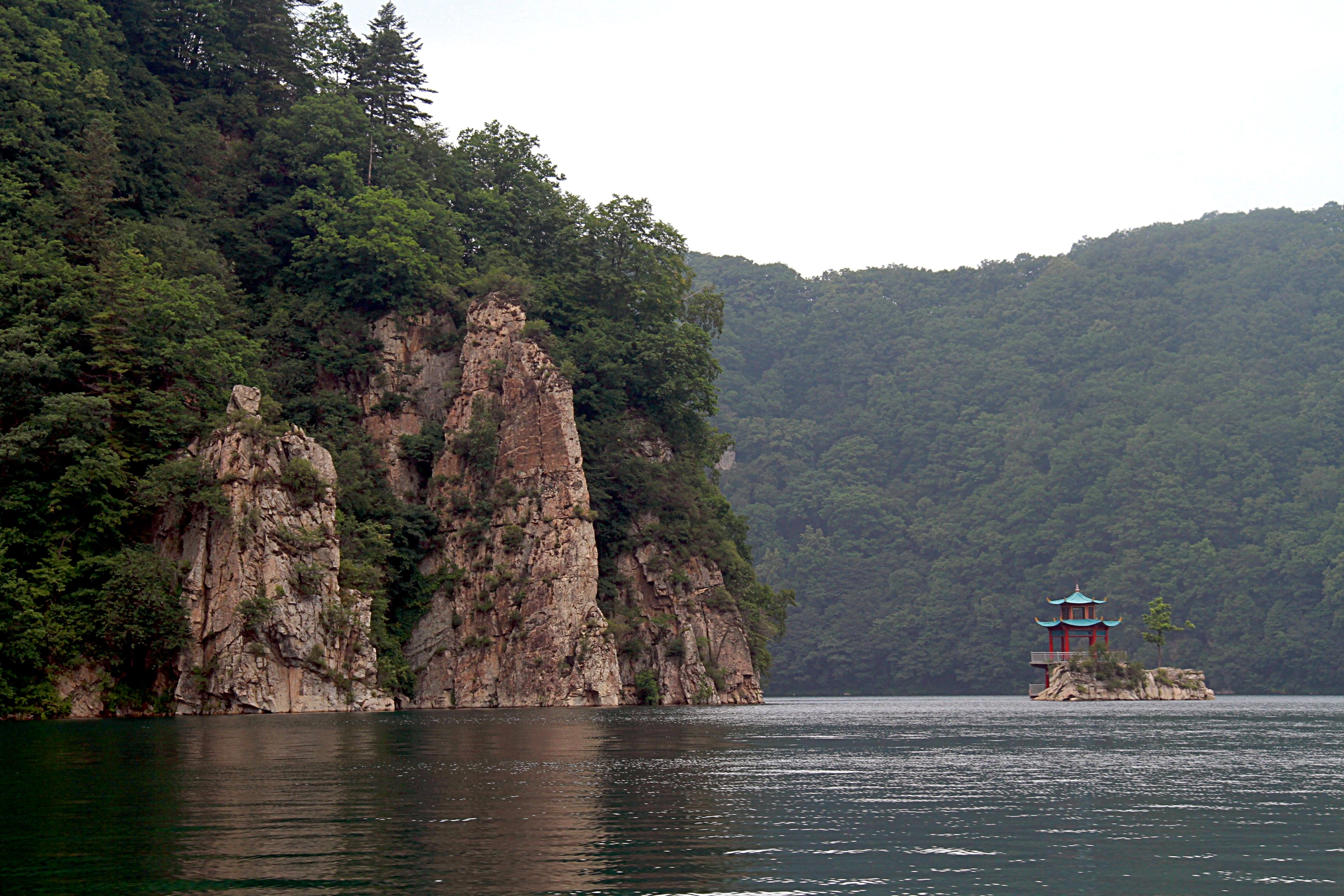
Le lac de cratère de Sanjiolong dans le parc national forestier de Longwanqun à Huinan.

## Économie
De 2003 à 2011, le PIB a cru chaque année de plus de 10 % pour atteindre 167 milliards de dollars en 2011 (3 848 $ pour le PIB par habitant en 2009).
La production agricole est centrée sur le riz, le maïs et le sorgho. Le riz est surtout cultivé dans l'est, dans la préfecture autonome coréenne de Yanbian.
L'industrie forestière est importante dans le massif du Changbai tout comme l'est l'élevage des moutons dans l'ouest, à Baicheng.
La province est riche en ressources naturelles, dont en plantes médicinales pour la médecine traditionnelle chinoise telles que le ginseng.
Les points forts de l'industrie sont les aciéries, la construction de wagons et la construction automobile. L'industrie a bénéficié des gisements de graphite et de métaux (fer, nickel, molybdène, or et argent) ainsi que d'importantes réserves régionales d'hydrocarbures fossiles (pétrole, gaz naturel, notamment non conventionnel gaz de schiste et charbon, avec les plus grandes réserves de sables bitumeux du pays).
Selon les résultats d'une étude , l'injection de CO2 est plus efficace que celle d’eau pour extraire pétrole et gaz de schiste, et elle permettrait d’économiser des millions de litres d'eau par puits, tout en stockant du CO2 dans le sol. Les auteurs estiment que la production d’hydrocarbures non conventionnels (gaz de schiste, pétrole de schiste) pourrait être ainsi quatre à vingt fois plus importante, à volume de réservoir égal. L’alternative devrait notamment intéresser les régions arides manquant d’eau et disposant de sources importantes de CO2. La noria de camions citerne pourrait alors être remplacée par des conduites apportant le CO2. Des études antérieures laissaient penser que — comparé à l'eau et au CO2 liquide — le CO2 supercritique présente une pression de claquage plus basse, mais engendre des fractures s'étendant davantage dans les trois dimensions, probablement en raison d’une faible viscosité du CO2 supercritique, ce qui est aussi la conclusion de Deng et Yin d’après l’étude mécanique de la fracture élastique linéaire. Une autre étude, par Zhang & al. a estimé que la pression d'amorçage et la formation de fissures peut être réduite de plus de moitié, et que les fractures sont plus irrégulières avec le CO2. Mais les tests in situ n’ont pas toujours confirmé cela, ; Hannah Chambers (université d'Édimbourg) note que l’étude a omis d’intégrer l’analyse de l'impact général sur les émissions mondiales de CO2. L’étude n’évoque pas non plus les nouveaux risques de contamination des aquifères (car le CO2 est un acidifiant).

## Culture et tourisme
Comme dans les régions voisines du nord-est, les danses yangge et er ren zhuan ainsi que le jiju, l'opéra du Jilin, sont appréciés.
Les capitales et tombes de l'ancien royaume de Koguryo à Ji'an ont été inscrites sur la liste du patrimoine mondial.
L'ancienne cathédrale du Sacré-Cœur de Jilin est inscrite à la liste du patrimoine culturel de la province depuis 1999.
Le lac Tian Chi (« lac céleste ») situé à 2 194 m d'altitude dans le Mont Paektu, bordé au sud par la Corée du Nord, est un lac volcanique de 13 km de circonférence et une destination touristique populaire.

## Personnalités liées à la ville
- Cixi
- Wang Gang, acteur
- Liu Ye, acteur
- Wang Junxia, athlète spécialiste des courses de fond
- Wang Hao, joueur de tennis de table
- Ye Qiaobo, patineuse de vitesse
- Huang Renjun, chanteur du groupe NCT